# Боголеп (Гончаренко)
Митрополит Боголе́п (укр. Митрополит Боголєп; в миру Валерий Валерьевич Гончаренко, укр. Валерій Валерійович Гончаренко; 4 декабря 1978, Светловодск, Кировоградская область) — иерарх Украинской православной церкви, митрополит  Александрийский и Светловодский.
Тезоименитство — 22 августа (4 сентября) (мученика Феопрепия (Боголепа)).

## Биография
В 1996 году окончил Светловодскую общеобразовательную школу № 10.
В 2001 году окончил Кировоградский национальный технический университет со специальностью «Финансы», квалификация — магистр финансов (диплом магистра с отличием).
С 2001 по 2004 годы работал в государственной налоговой администрации Кировоградской области на должности государственного налогового инспектора.
В 2002 году поступил Полтавское духовное училище, которое окончил в 2005 году.
8 августа 2004 года епископом Кировоградским и Александрийским Пантелеимоном (Романовским) рукоположён в сан диакона.
7 января 2005 года епископом Кировоградским и Александрийским Пантелеимоном (Романовским) рукоположён в сан священника.
24 апреля 2005 года монашеский постриг совершен епископом Кировоградским и Александрийским Пантелеимоном (Романовским) с именем Боголеп в честь мученика Боголепа.
К Пасхе 2006 года возведён в сан игумена.
В 2006 году окончил Киевскую Духовную Семинарию по заочному отделению.
В 2007 году поступил в Кировоградский национальный педагогический университет, который окончил в 2010 году по специальности «Практическая психология», квалификация — практический психолог в сфере образования (диплом специалиста).
В 2008 году возведён в сан архимандрита.
20 декабря 2012 года решением Священного синода Украинской православной церкви избран епископом Александрийским и Светловодским.
Наречение во епископа состоялось 21 декабря 2012 года в храме Всех святых киевского Свято-Пантелеимонова монастыря в Феофании.
Хиротонисан 23 декабря в храме преподобных Антония и Феодосия Печерских Киево-Печерской лавры. Хиротонию совершили митрополит Киевский и всея Украины Владимир (Сабодан), митрополит Волынский и Луцкий Нифонт (Солодуха), митрополит Вышгородский и Чернобыльский Павел (Лебедь), архиепископ Бориспольский Антоний (Паканич), архиепископ Яготинский Серафим (Демьянов), архиепископ Кировоградский и Новомиргородский Иоасаф (Губень), епископ Северодонецкий и Старобельский Пантелеимон (Поворознюк), епископ Днепродзержинский и Царичанский Владимир (Орачёв), епископ Броварской Феодосий (Снигирёв), епископ Обуховский Иона (Черепанов), епископ Ирпенский Климент (Вечеря), епископ Бородянский Варсонофий (Столяр), епископ Фастовский Дамиан (Давыдов).
17 августа 2019 года митрополитом Киевским и всея Украины Онуфрием (Березовским) возведён в сан архиепископа.
17 августа 2022 года на соборной площади Киево-Печерской лавры Блаженнейшим митрополитом Онуфрием возведён в сан митрополита.
31 октября 2024 в числе 17 (из 53) правящих и 14 (из 58) викарных архиереев УПЦ МП подписал заявление, в котором осудил снятие митрополита Илариона (Шукало) с должности правящего архиерея Донецкой епархии и замены на россиянина.
15 июля 2025 года был задержан сотрудниками ТЦК, которые выписали ему повестку и составили административный протокол, после чего он был отпущен.

## Награды
- Наперсный крест (к Пасхе 2005)
- Крест с украшениями (к Рождеству 2007)